# アジアの端の一覧
アジアの端の一覧（アジアのはしのいちらん）は、アジアの端、すなわち、アジアにおける最北端・最南端・最西端・最東端を示したものである。
なお、最東端地点（全土・本土とも）は180度経線よりも東にある。

## 全土（島を含む）
最北端
フリゲリ岬（ ロシア・フランツ・ヨーゼフ諸島・ルドルフ島、北緯81度52分）
最南端
サウス島（ オーストラリア・ココス諸島、南緯12度04分）
ココス諸島をアジアの一部としない場合は、パマナ島（ インドネシア、南緯11度00分）
最西端
ババ岬（ トルコ、東経26度04分）
最東端
ビッグダイオミード島（ ロシア・ベーリング海峡の島、西経169度03分）

## 本土のみ
最北端
チェリュスキン岬（ ロシア、北緯77度43分）
最南端
タンジュン・ピアイ（ マレーシア、北緯1度16分）
最西端
ババ岬（ トルコ、東経26度04分）
最東端
デジニョフ岬（ ロシア、西経169度40分）